# George Carey
George Leonard Carey, Baron Carey of Clifton, PC, FRSA (* 13. listopadu 1935, Londýn) je anglikánský duchovní, emeritní arcibiskup z Canterbury. Úřad zastával v letech 1991 až 2002. Původně byl biskupem Bathu a Wellsu. Během jeho působení přijaly první ženy kněžské svěcení v anglikánské církvi a začala nabývat na důležitosti debata o zaujetí postoje k homosexualitě. (Tomuto tématu se věnovala zejména Lambethská konference anglikánských biskupů v roce 1998.) Zatímco ordinaci žen Carey podporoval, možnost církevního schválení homosexuálních svazků odmítal.

## Rodina
Carey se v roce 1960 oženil s Eileen Harmsworth Hoodovou. Mají spolu dva syny, Marka (kněz) a Andrewa (žurnalista) a dvě dcery.

## Dílo (výběr)
- 1977: I Believe in Man - studie o křesťanské antropologii
- 1984: The Church in the Marketplace
- 1986: The Gate of Glory - zabývá se dogmaty o ukřižování
- 1989: The Great God Robbery
- 1997: God Incarnate: Meeting the Contemporary Challenges to a Classic Christian Doctrine
- 1998: Canterbury Letters to the Future
- 2004: Know the Truth – autobiografie
- 2012: We Don't Do God: The marginalisation of public faith